# 세자르 드 방돔 공작

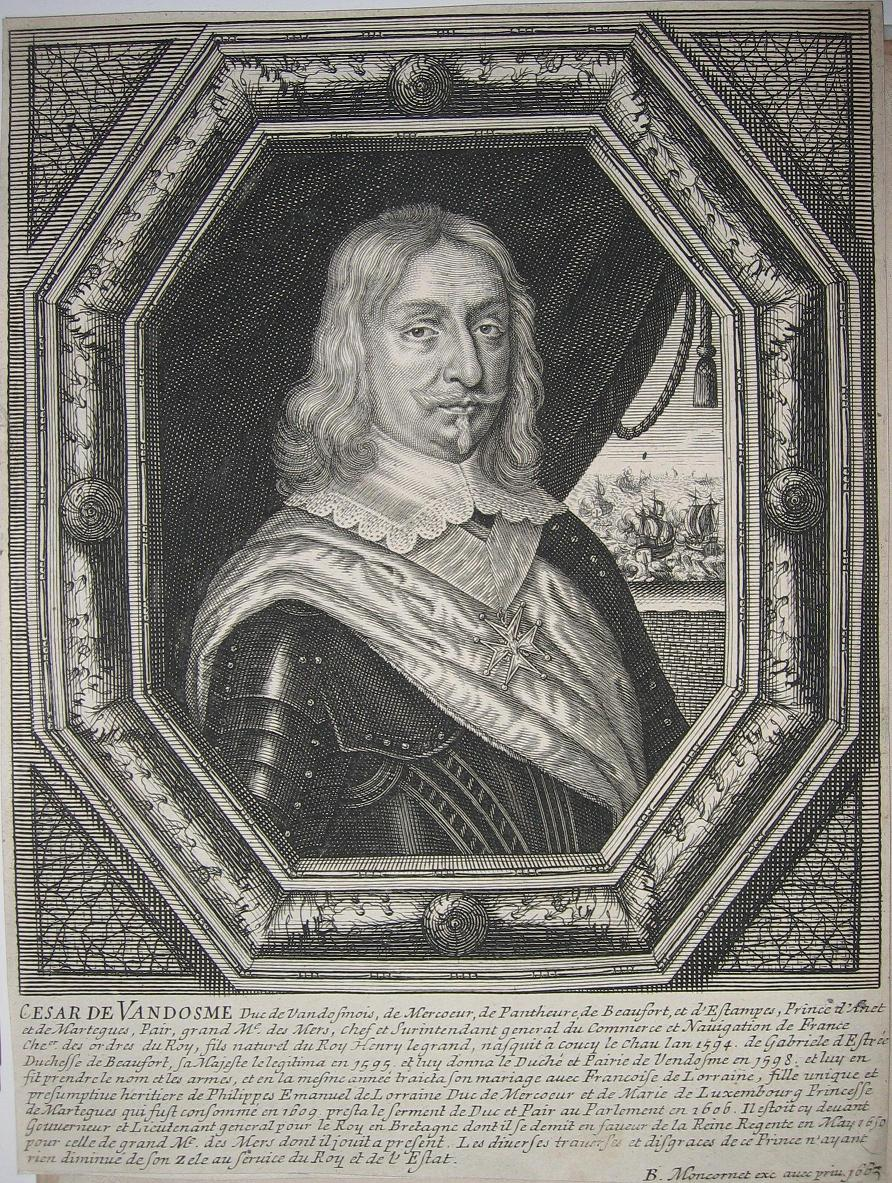
세자르 드 방돔 공작

세자르 드 방돔(César de Vendôme)은 프랑스 왕국의 왕족(세습 공작)이다. 작위는 방돔 공작이다.
모친은 가브리엘 데스트레이며 앙리 4세의 정부이다.